# サファイアの瞳
「サファイアの瞳」（サファイアのひとみ）は、1987年3月11日発売されたTHE ALFEE25枚目シングル。

## 概要
「君が通り過ぎたあとに -Don't Pass Me By-」と同日発売。初のシングル同時発売であり、「2枚舌」というキャッチフレーズを用いた宣伝が行われた。
品番は同日発売シングル「君が通り過ぎたあとに -Don't Pass Me By-」より後であり、これに倣えば「君が通り過ぎたあとに -Don't Pass Me By-」が25枚目、本作が26枚目のシングルになるが、1994年『THE ALFEE SINGLE HISTORY VOL.III 1987-1990』、2004年『THE ALFEE 30th ANNIVERSARY HIT SINGLE COLLECTION 37』とも、本作を先に収録している。但し正式にどちらが何枚目である、という説明は為されていない。
西村知美が出演したライオンの洗顔料「ページワン」CFソングとなった（同商品とのタイアップは2年後、BE∀T BOYS名義「誰よりもLady Jane」でも行われた）。
「風曜日、君をつれて」以来3作振りにリード・ヴォーカルは桜井が担当。また3作目（THE ALFEE名義では初）となるオリコンシングルチャート1位（初週売上 60,290枚）を獲得。「メンバー全員各々のリード・ヴォーカル担当楽曲で1位を獲得（1作目は高見沢「恋人達のペイヴメント」、2作目は坂崎「シンデレラは眠れない」）」という記録を達成。
楽曲全体に渡ってホーンセクションが採用されている。シングルでホーンアレンジが採用されたのは初めてのこと。アレンジ担当は、元スペクトラムの新田一郎。ドラムスはそうる透によるもので、坂崎は12弦ギターとシンセドラムによるパーカッションを担当している。
ライブではアレンジが異なり、基本的に坂崎はパーカッションがメイン、サビの後半のみ12弦ギターを演奏。ホーンセクションはキーボード奏者によるシンセブラスとなる。また、間奏が長めとなり坂崎のシンセドラム、桜井のスラップ奏法、高見沢のギターカッティングがそれぞれ強調されて演奏される。
他のシングル曲は発売後に新録が何度か行われているが、本作はオリジナルだけが存在する期間が長かった。発売27年後の2014年発売「Alfee Get Requests!2」初回生産限定盤Bボーナストラック用に「サファイアの瞳(Live Arrange Version)」が新録で収録された。上記のライブアレンジの形態で演奏。（なお、「STARTING OVER 〜BEST HIT OF THE ALFEE〜」で、メドレーの1曲として歌・演奏ともに新録が行われたが、こちらは1番のみ。フル・ヴァージョンの新録は今回が初。）
カップリングは、小泉今日子へ提供曲のセルフ・カヴァーで、リード・ヴォーカルは高見沢。オリジナルのタイトルは「木枯しに抱かれて」であるが、本作は「木枯しに抱かれて…」と改題。Cメロの前に新たな歌詞を追加し（Bメロ+サビ）、サビの歌詞を一部変更している。
宮西希が琴によるアレンジをアルバム『ちょっとひとりKOTO』に収録している。
2024年発売のデビュー50周年記念トリビュートアルバム「五十年祭」では、高見沢と親交の深い宮野真守によってカバーされた。

## 収録曲
1. サファイアの瞳
作詞・作曲：高見沢俊彦 / 編曲：THE ALFEE / ブラスアレンジ：新田一郎
2. 木枯しに抱かれて…
作詞・作曲：高見沢俊彦 / 編曲：THE ALFEE

## 収録作品
- BEST SELECTION II THE ALFEE（#1,2）
- THE ALFEE THE BEST（#1）
- THE ALFEE SINGLE HISTORY VOL.III 1987-1990（#1,2）
- THE ALFEE 單曲全集一（#1）
- The Alfee Meets Dance（#2）
- THE ALFEE 30th ANNIVERSARY HIT SINGLE COLLECTION 37（#1）
- STARTING OVER 〜BEST HIT OF THE ALFEE〜（#1、新録。メドレー中の一曲）
- Alfee Get Requests! 2 初回生産限定盤B Special CD「AGR2 Special Live Tracks」（#1,Live Arrange Version / New Recording）